# Justizvollzugsanstalt Würzburg
Die Justizvollzugsanstalt Würzburg liegt in der Stadt Würzburg in Unterfranken.

## Geschichte und Beschreibung
Ein Ende des 19. Jahrhunderts erbautes Gefängnis mit ca. 150 Plätzen neben dem Landgericht in der Ottostraße war der Vorläufer der heutigen Justizvollzugsanstalt. Im Herbst 1990 wurde mit dem Bau einer neuen Vollzugsanstalt am Stadtrand von Würzburg begonnen. Der I. Bauabschnitt mit insgesamt 342 Haftplätzen wurde im Oktober 1996 fertiggestellt und im Dezember 1996 bezogen. Der II. Bauabschnitt mit 247 Haftplätzen wurde im Dezember 1998 fertiggestellt. Auf dem 17 ha großen Gelände entstanden außerhalb des mit Mauern umwehrten Bereiches eine Jugendarrestanstalt mit 23 Arrestplätzen und ein Unterkunftsgebäude des offenen Vollzuges mit 38 Haftplätzen.
Die Justizvollzugsanstalt Würzburg ist zuständig für Vollzug von Untersuchungshaft an Männern für den Landgerichtsbezirk Würzburg, bei Frauen für die Landgerichtsbezirke Würzburg und Schweinfurt. Für Strafhaft bei Frauen besteht Zuständigkeit für Freiheitsstrafen bis zu 2 Jahren (Erst- und Regelvollzug) für den Oberlandesgerichtsbezirk Bamberg und den Landgerichtsbezirk Nürnberg/Fürth. Strafhaft bei Männern wird im Erst- und Regelvollzug bis zu 6 Jahre für die Landgerichtsbezirke Würzburg, Schweinfurt und Aschaffenburg vollzogen sowie Erstvollzug aus dem Landgerichtsbezirk Ansbach von 2 bis 4 Jahren.